# Grauband-Distichodus
Der Grauband-Distichodus (Distichodus fasciolatus) ist eine Geradsalmlerart, die fast im gesamten Kongobecken von der brackigen Mündung des Kongos in den Atlantik bis zum oberen Lualaba vorkommt. Im Luapula fehlt die Art. Verschiedene Berichte über Vorkommen der Art im Tanganjikasee, unter anderem durch den belgischen Ichthyologen Max Poll, werden inzwischen angezweifelt.

## Beschreibung
Der Grauband-Distichodus kann 60 cm lang und 3 kg schwer werden. Er hat einen für Distichodus-Arten relativ gestreckten Körper, der 2,5 mal so lang (Standardlänge) wie hoch ist. Der Kopf ist klein, die Standardlänge liegt beim 4,8-Fachen der Kopflänge. Das Maul ist leicht unterständig. Die Kiefer sind mit jeweils zwei Zahnreihen besetzt. Die Anzahl der Zähne in den äußeren Reihen von Ober- und Unterkiefer ist mit 20 bis 30 im Vergleich zu anderen Distichodus-Arten recht hoch.
- Flossenformel: Dorsale 24–26, Anale 12–16, Ventrale 10.
- Schuppenformel: 68–78 (mJR)

Die Grundfarbe des Körpers ist am Rücken dunkel grün-grau bis bräunlich-gelb, der Bauch ist silbrigweiß. Auf den Körperseiten zeigen sich 13 bis 20 schmale, dunkelgraue Querbänder („fasciolatus“ = gestreift). Die Bauchflossen sind transparent.

## Lebensweise
Der Grauband-Distichodus lebt bodennah über Schlammböden von Seen und großen Flüssen. Er ernährt sich vor allem von Wasserpflanzen, ins Wasser gefallenen Blättern und Samen aber auch Insektenlarven und Fadenwürmer fand man bei Magenuntersuchungen. Jungfische findet man nahe dem Ufer kurz vor den Regenzeiten im April und Dezember. Sie fressen vor allem Zooplankton.